# Pisztóry Mór
Pisztóry Mór (Pest, 1841. május 20. – Kolozsvár, 1906. július 13.) jogi doktor, egyetemi tanár.

## Élete
Gimnáziumi tanulmányait szülővárosában végezte. 1863-ban mint jogvégzett a királyi ítélőtábla szolgálatába lépett, ahol mint díjas joggyakornok és később mint tiszteletbeli fogalmazó közel hat évet töltött. 1865-ben köz- és váltóügyvédi oklevelet nyert. 1868-ban a budapesti egyetemen a jog- és államtudományok doktorává avatták és 1869-ben magántanári képesítést nyert a nemzetgazdaságtan- és a pénzügytanból a budapesti egyetemen. 1869-től a kassai jogakadémián mint segédtanár, 1869. szeptember 13-tól a győri jogakadémián mint rendkívüli, 1872-től pedig mint rendes tanár működött. 
A jogakadémiák újjászervezése alkalmával 1874 októberében a pozsonyi jogakadémiához nevezték ki a statisztika és közigazgatási jog tanárává. 1891-ben a nemzetgazdaságtan és pénzügytan tanára lett a kolozsvári egyetemen. 1887-ben a Magyar Tudományos Akadémia statisztikai és nemzetgazdasági bizottságának tagja lett, 1895-ben pedig az országos közegészségi egyesület tiszteletbeli tagjává választotta. Az 1905-ös választásokon (január 26-án) Kolozsvárott országgyűlési képviselővé választották az Új Párt programjával. Pártja beolvadása a Függetlenségi és Negyvennyolcas Pártba őt is e párt tagjává tette; az 1906-os választásokon így már függetlenségiként nyert mandátumot, de azt már nem tölthette ki, alig fél évvel a választások után elhunyt.
A pozsonyi Toldy-körben, a kolozsvári egészségügyi egyesület, iparos társulat és kereskedelmi körben népszerű felolvasásokat tartott. A hírlapirodalom és publicisztika terén is nagy tevékenységet fejtett ki; tudományos cikkei, értekezései az akadémia által kiadott Statisztikai és Nemzetgazdasági Közleményekben, a Budapesti Szemlében, a Nemzetgazdasági Szemlében, a Jogtudományi Közlönyben, a Themisben és más folyóiratokban jelentek meg.

## Munkái
- A tanügyi reformról. Pest, 1870 (névtelenül)
- Államismerettan és alkotmányi politika. Uo. 1872
- A nőemancipatio Győr, 1873 (Különny. a Győri Figyelőből)
- Az osztrák-magyar monarchia statisztikája. Bpest, 1874 (2. teljesen átdolg. kiadás. Pozsony, 1884)
- A lakviszonyok befolyása a társadalomra. Győr, 1874
- Bevezetés az államtudományokba. Bpest, 1876
- Emlékbeszéd Deák Ferencz fölött. Pozsony, 1876 (a pozsonyi akadémia kiadása)
- Emlékbeszéd Szlemenics Pál felett. Uo. 1885
- A nemzetgazdaságtan haladása és iránya az utolsó tizenöt év alatt. A m. t. akadémia által a Lévay-jutalommal koszorúzott pályamunka. Budapest. 1888
- Pozsony város emlékirata a III. egyetem érdekében. Pozsony, 1880
- Pozsony. Közgazdasági és közegészségügyi állapotok ismertetése. Bpest, 1887
- A nemzetgazdaságtan haladása és iránya az utolsó tizenöt év alatt. Bpest, 1887
- Nemzetgazdaságtan, tekintettel az államháztartásra és hazai viszonyainkra. Pozsony, 1890 (2. jav. kiadás 1894., 3. jav. kiadás 1897. 4. jav. kiadás 1904. Uo.)
- Rövid vázlata a nemzetgazdaságtan, váltójog és kereskedelem alapfogalmainak. A hazai törvények rendeleteihez alkalmazva, alsófokú kereskedelmi iskolák számára. Pozsony-Bpest, 1891
- Az arany-valuta behozatala Németországban. A m. t. akadémia Lévay-alapjából megjutalmazott pályamunka. Bpest, 1891
- Véleményes jelentés dr. Szigethy Lehel kecskeméti jogakadémiai igazgató úrnak a magyar pénzügyi jogból kért magántanári képesítése tárgyában, Kolozsvár, 1891
- A lakás befolyása a társadalomra. Bpest, 1893
- A kolozsvári m. k. Ferencz József tud. egyetem jog- és államtudományi kara 1876-95. Az 1000. évi kiállitás alkalmára a vallás és közoktatásügyi m. kir. miniszter megbizásából. Kolozsvár, 1896
- Gr. Széchenyi István kereskedelmi politikája. Bpest, 1898 (különnyomat a Kereskedők Évkönyvéből)

Szerkesztette a Győri Figyelőt 1874-ben szept. 9-ig; a Pozsonyvidéki Lapok c. politikai s közgazdasági napilapot 1877-79-ben és a naponként kétszer megjelenő Pressburger Zeitungot.

### Cikkei
Cikkei a Győri Közlönyben (1871. 17-22. sz. Győr város gabonakereskedése összehasonlítva Pest városával); a Hoffmann Pál által szerkesztett Jog- és Államtudom. Folyóiratban (1871. Állam és társadalom) a Jogtudományi Közlönyben (1871. Az éghajlat befolyása az állam alkatelemeire, és könyvism., 1876. A jogtanodák szervezete és állapota Francziaországban, A budapesti IX. nemzetközi statisztikai congressus és a polgári és kereskedelmi jogszolgáltatás nemzetközi statisztikája. 1879. A jog- és államtudományi vizsgálati rendszernek reformjához); a Győrmegye és város egyetemes leírásában (1874. Győrmegye és város vagyoni állapota és kereset módja, szegényügye és humanisztikai intézményei, ipara és kereskedelme); a Honban (1876. júl. 12. és 14. sz. A politikai tudományok kézikönyve, tanulmány Kautz műve fölött, 1882. aug. 10. Megemlékezés dr. Konek Sándorra); a Budapesti Szemlében (1877. Az állami és társadalmi intézmények befolyása az emberi életre); az Ellenőrben (1879. 387. sz. Jókai a romok között); a Nemzetgazdasági Szemlében (1881. Egy statisztikai emlék a gőz jubileuma alkalmából, 1887. Az arany valuta elmélete és Németország újabb valuta-rendszerének következményei); a Pozsonyvidéki Lapokban (1883. 135. sz. A katholikus mozgalom Pozsonyban, 146-148. sz. A rabszolgaság hajdan és most); írt még a Pesti Naplóba és a Századunkba.